# Landespersonalvertretungsgesetz (Nordrhein-Westfalen)
Das Personalvertretungsgesetz für das Land Nordrhein-Westfalen (auch Landespersonalvertretungsgesetz, kurz LPVG) ist die landesrechtliche Bestimmung zur Mitbestimmung im öffentlichen Dienst in NRW. Es regelt die Bildung und die Wahl der Personalvertretungen (Personalräte und Stufenvertretungen, wie: Hauptpersonalräte, Gesamtpersonalräte sowie Jugend- und Auszubildendenvertretungen und besondere Personalvertretungen für Rechtsreferendare) und ihre jeweiligen Befugnisse.

## Zuständigkeitsbereich
Das LPVG umfasst die Dienststellen des Landes (also z. B. Ministerien, Bezirksregierungen, Landesmittel- und Landesunterbehörden wie Finanzämter, Gerichte und Staatsanwaltschaften, Polizeidienststellen, Schulen und Hochschulen), der Gemeinden und Gemeindeverbände in NRW und der sonstigen der Landesaufsicht unterstehenden Körperschaften, Anstalten und Stiftungen öffentlichen Rechtes (z. B. Deutsche Rentenversicherung Land, Krankenkassen, Berufsgenossenschaften, Rundfunkanstalten), Sparkassen. Von allen Personalvertretungsgesetzen in Deutschland betrifft das LPVG NRW die meisten Beschäftigten des öffentlichen Dienstes.

## Geschichtliche Entwicklung
Im öffentlichen Dienst in NRW wurde erstmals aufgrund des Kontrollratsgesetzes Nr. 22 durch die „Betriebsvereinbarung der Landesregierung“ vom 17. März 1948 (MBl. 1949, 738) eine Mitbestimmung etabliert. Diese umfasste bereits umfangreiche Beteiligungsrechte. In gesetzlicher Form wurden die Mitbestimmungsrechte erstmals durch Gesetz vom 28. Mai 1958 festgelegt und durch die Gesetze vom 3. Dezember 1974 und vom 18. Dezember 1984 wesentlich erweitert. Insbesondere die letztgenannte Novelle führte weitgehende Mitbestimmungstatbestände in Fragen der Technologieeinführung ein, wie sie in anderen Personalvertretungsgesetzen nicht bekannt waren.
Auf Initiative der seinerzeitigen schwarz-gelben Landesregierung ist das Gesetz durch Beschluss des Landtags vom 19. September 2007 mit Wirkung ab 17. Oktober 2007 erheblich verändert worden. Als Teil des „Bürokratieabbaus“, so wie die damalige Landesregierung sie verstand, waren zahlreiche Beteiligungsrechte der Personalräte abgebaut worden. Hierdurch sollte das Direktionsrecht der Dienststellenleitung gestärkt werden. Die Änderungen traten trotz massiver Proteste der Beschäftigten und der Gewerkschaften des öffentlichen Dienstes in Kraft.
Nach der Landtagsneuwahl 2010 verkündete die neue rot-grüne-Landesregierung, dass die Streichungen bei der Mitbestimmung im öffentlichen Dienst rückgängig gemacht werden. Am 26. Januar 2011 wurde ein Referentenentwurf vorgestellt. Die Neuregelung wurde am 5. Juli 2011 vom Landtag beschlossen und trat am 16. Juli 2011 in Kraft (Gesetz- und Verordnungsblatt NRW Ausgabe 2011 Nr. 16 vom 15. Juli 2011 Seite 335 bis 360). Einige Änderungen wirken sich aber erst bei späteren Neuwahlen, in der Regel somit im Zusammenhang der Personalratswahlen zum 1. Juli 2012 aus. Dies betrifft insbesondere die Abschaffung des Vorstandsprinzips in den Gremien.
Durch das letzte Änderungsgesetz sind die Beteiligungsrechte teilweise sogar gegenüber dem Stand von vor 2007 erweitert worden. Neu eingeführt ist z. B. die Möglichkeit, einen Wirtschaftsausschuss in der Dienststelle einzurichten. Soweit dieser nicht eingerichtet ist, hat die Dienststellenleitung 2-mal jährlich bei den Vierteljahresgesprächen über die wirtschaftlichen Belange zu berichten. Bei Entscheidungen, die den politischen Gremien, z. B. den Stadt- oder Gemeinderäten vorbehalten sind, hat der Personalrat nun ein Rederecht durch einen Vertreter in dem dazugehörigen Ausschuss.
Die Beteiligungstatbestände Mitbestimmung, Mitwirkung und Anhörung sind erheblich erweitert worden. Die Gesamtpersonalräte bei den Landschaftsverbänden Rheinland und Westfalen-Lippe haben die Stellung der Stufenvertretung wie die Hauptpersonalräte bei den Ministerien erlangt.

## Aufgaben und Stellung der Personalräte

### Allgemeine Aufgaben (insbes. §§ 64 ff. LPVG NRW)
- Überwachung der Einhaltung der zugunsten der Beschäftigten geltenden Gesetze, Verordnungen, Tarifverträge, Dienstvereinbarungen und Verwaltungsvorschriften; Entgegennahme von Anregungen und Beschwerden von Beschäftigten und die Pflicht, sofern berechtigt, bei der Dienststellenleitung auf Abhilfe hinzuwirken;
- Mitwirkung bei der Eingliederung und Förderung schwerbehinderter Menschen und Beschäftigten mit Migrationshintergrund, bei der Gleichstellung von Mann und Frau sowie Unterstützung der Jugend- und Auszubildendenvertretung;
- Durchführung einer jährlichen Personalversammlung, in der der Personalrat über seine Tätigkeit informiert und Anträge der Beschäftigten entgegennimmt; bei Bedarf können zusätzliche Versammlungen (auch für Teilbereiche der Verwaltung) durchgeführt werden;
- der Personalrat hat bei Einstellungen und Auswahlverfahren das Recht, im Interesse der Beschäftigten an Vorstellungsgesprächen teilzunehmen, ohne ein Vorschlagsrecht für die Besetzung der Stellen zu haben.
- der Personalrat kann zu innerdienstlichen Prüfungen ein beratendes Mitglied entsenden;
- der Personalrat ist zu allen Maßnahmen der Unfallverhütung und des Arbeitsschutzes hinzuzuziehen; insbesondere auch zu den Gesprächen der Dienststellenleitung mit den Sicherheitsbeauftragten;
- mindestens einmal im Vierteljahr muss ein Gespräch mit der Dienststellenleitung stattfinden (§ 63 LPVG NRW); in diesem Gespräch sollen alle Vorgänge in der Dienststelle, die die Beschäftigten wesentlich berühren, erörtert werden. Hieran können auch die Gleichstellungsbeauftragte (§ 18 Abs. 4 Landesgleichstellungsgesetz NRW), die Jugend- und Auszubildendenvertretung (§ 61 Abs. 4 LPVG NRW) sowie die Schwerbehindertenvertretung (§ 178 Abs. 5 SGB IX) beratend teilnehmen.

### Dienstvereinbarungen (§ 70 LPVG)
Dienstvereinbarungen sind Verträge, die zwischen dem Personalrat und dem Leiter der Dienststelle getroffen werden. Anders als Tarifverträge, die (auf Arbeitnehmerseite) nur für Mitglieder der jeweiligen Gewerkschaft gelten, haben Dienstvereinbarungen Gültigkeit für alle Mitarbeiter. Allerdings sind Dienstvereinbarungen nur dort möglich, wo es keine abschließenden gesetzlichen oder tarifvertraglichen Regelungen gibt oder diese Dienstvereinbarungen ausdrücklich zulassen (z. B. bei flexibler Arbeitszeit nach § 10 TVöD oder Leistungsentgelten nach § 18 TVöD sowie die Integrationsvereinbarung (§ 166 SGB IX).
Wichtige Beispiele hierfür sind z. B. Dienstvereinbarungen über den Ausschluss betriebsbedingter Kündigungen und die Umsetzung von Maßnahmen der Verwaltungsmodernisierung. Weitere Beispiele sind z. B. Dienstvereinbarungen über Bildschirmarbeitsplätze, über ein Personalinformationssystem, die Internetnutzung oder die Kostenübernahme bei Bildschirmbrillen sowie über flexibilisierte Arbeitszeiten, Betriebsferien oder über die Modalitäten des betrieblichen Eingliederungsmanagementes (§ 167 SGB IX).

### Beteiligungsrechte
Die Rechte des Personalrates bei verschiedenen betrieblichen Maßnahmen sind unterschiedlich stark ausgeprägt. Am stärksten ist das Mitbestimmungsrecht, gefolgt vom Mitwirkungsrecht und als letztem vom Anhörungsrecht.
Vom Grundsatz kann gesagt werden: dort, wo der Personalrat ein Mitbestimmungsrecht hat, kann eine Entscheidung des Dienststellenleiters nicht gegen seinen Willen getroffen werden.
Allerdings gibt es einige Einschränkungen: auf Antrag der obersten Dienstbehörde oder der bei ihr bestehenden Stufenvertretung (i. d. R. der Hauptpersonalrat) können strittige Fragen der sog. Einigungsstelle zur Entscheidung vorgelegt werden. Die Einigungsstelle ist ein Entscheidungsgremium, welches aus Beisitzern, die je zur Hälfte vom Hauptpersonalrat bzw. von der obersten Dienstbehörde bestellt werden und einem unparteiischen Vorsitzenden besteht, dessen Stimme bei Stimmengleichheit den Ausschlag gibt. Auf die Person des Vorsitzenden müssen sich die beiden Parteien verständigen.
In einer Reihe von Angelegenheiten entscheidet letztlich aber nicht die Einigungsstelle, sondern die oberste Dienstbehörde (Landesregierung bzw. Stadtrat/Kreistag). Die Einigungsstelle gibt dann nur eine Empfehlung ab (§ 66 Abs. 7 Satz 3 LPVG). Ihre Grundlage hat diese Einschränkung des Mitbestimmungsrechtes in der Rechtsprechung zum Vorrang der Volkssouveränität.

#### Mitbestimmungsrechte (§§ 72, 74 LPVG)
Der Personalrat hat ein Mitbestimmungsrecht insbesondere bei folgenden Personalangelegenheiten:
a) bei Arbeitnehmern:
- Einstellung (Abschluss von Arbeitsverträgen),
- Nebenabreden zum Arbeitsvertrag (§ 2 TVöD),
- Verlängerungen der Probezeit (§ 2 TVöD),
- Befristung von Arbeitsverhältnissen, (§ 30 TVöD, § 14 Teilzeit- und Befristungsgesetz, § 6 Pflegezeitgesetz)
- Ein-, Höher- und Rückgruppierung (§§ 12, 14 TVöD),
- Bestimmung von Fallgruppen (nach TVöD),
- wesentliche Änderung von Arbeitsverträgen (z. B. Veränderungen der vertraglichen Arbeitszeit),
- Übertragung anders (höher oder niedriger) bewerteter Tätigkeiten,
- ordentliche Kündigung von Arbeitsverhältnissen (nach Ablauf der Probezeit, § 34 TVöD)

b) bei Beamten:
- Einstellung (Beamtenernennung, § 15 Landesbeamtengesetz NRW, § 8 BeamtStG),
- Beförderung (§ 20 LBG NRW),
- Zulassung zum Aufstieg (§ 23 LBG NRW, §§ 27, 31–33, 38–40 Laufbahnverordnung NRW),
- Übertragung eines Amtes mit niedrigerem Endgrundgehalt
- Wechsel der Laufbahn (§ 12 Laufbahnverordnung NRW),
- Kürzung von Anwärterbezügen (§ 66 ÜBesG NRW)
- Entlassungen, sofern nicht vom Beamten selbst beantragt (§ 27 LBG NRW)
- vorzeitige Versetzung in den Ruhestand (§ 34 LBG NRW),
- Feststellung der begrenzten Dienstfähigkeit (§ 27 BeamtStG)

c) bei allen Beschäftigten:
- Einordnung in Erfahrungsstufen, Verkürzung und Verlängerung der Stufenlaufzeiten (§§ 16,17 TVöD, §§ 27–30 ÜBesG NRW)
- Beginn und Ende der Arbeitszeit, Pausenregelungen, Regelungen zur gleitenden Arbeitszeit
- Anordnung von Überstunden und Mehrarbeit (soweit voraussehrbar) und deren Ausgleich
- erneute Zuweisung von Arbeitsplätzen bei Rückkehr aus Beurlaubungen, z. B. Elternzeit, Pflegezeit
- Versetzungen zu anderen Dienststellen (§ 25 LBG NRW, § 15 Beamtenstatusgesetz),
- Umsetzungen außerhalb des Dienstortes,
- Umsetzungen, Abordnungen (§ 4 TVöD, § 24 LBG NRW, § 14 BeamtStG) und Zuweisungen (§ 20 BeamtStG) über mehr als 3 Monate (sowie deren Rücknahmen)
- Weiterbeschäftigung über die Altersgrenze hinaus (§ 32 LBG NRW),
- Versagung und Widerruf von Nebentätigkeitsgenehmigungen (§ 49 LBG NRW), Teilzeitbeschäftigungen (§ 11 TVöD, § 43 BeamtStG) und Beurlaubungen.

Des Weiteren hat der Personalrat Mitbestimmungsrechte in folgenden sozialen Angelegenheiten (genannt werden die wesentlichen Punkte):
- Vorschuss-, Unterstützungs- und Darlehenszahlungen,
- Dienstwohnungen,
- betriebliche Sozialeinrichtungen (z. B. Kantinen),
- Sozialpläne incl. Nachteilsausgleich bei Rationalisierungen
- Einrichtung und Ablehnung von Arbeitsplätzen außerhalb der Dienststelle, z. B. Heimarbeit.

Sofern keine ausdrücklichen gesetzlichen und tarifvertraglichen Bestimmungen entgegenstehenden, hat der Personalrat auch in folgenden Fragen der Organisation ein Mitbestimmungsrecht:
- Einführung, Anwendung, wesentliche Änderung oder Erweiterung von automatisierter Verarbeitung von Mitarbeiterdaten
- technische Einrichtungen die zur Überwachung der Beschäftigten geeignet sind;
- grundlegend neue Arbeitsmethoden,
- Maßnahmen zur Hebung der Arbeitsleistung und Erleichterung des Arbeitsablaufes,
- Mitarbeit bei Maßnahmen des Arbeitsschutzes und der Unfallverhütung
- Bestellung und Abberufung von Betriebsärzten und Sicherheitsfachkräften;
- Bestellung des Datenschutzbeauftragten (§ 32a Datenschutzgesetz NRW)
- Regelung der Ordnung in der Dienststelle und des Verhaltens der Beschäftigten
- Gestaltung der Arbeitsplätze
- Geltendmachung von Ersatzansprüchen gegen Beschäftigte (§ 3 TVöD, §§ 81 ff LBG NRW)
- Grundsätze der Berufsausbildung und der Fortbildung
- Richtlinien für Auswahlverfahren, Beurteilungen, Höhergruppierungen und Kündigungen
- Maßnahmen zur Durchsetzung der Gleichberechtigung (nach dem Landesgleichstellungsgesetz NRW)
- Grundsätze des betrieblichen Vorschlagswesens
- Inhalt von Personalfragebögen
- Grundsätze der Arbeitsplatz- und Dienstpostenbewertung
- Abschluss von Arbeitnehmerüberlassungs- und Gestellungsverträgen;
- Festlegung der täglichen Arbeitszeit, neue Arbeitszeitmodelle und neue Formen der Arbeitsorganisation

#### Mitwirkungsrechte (§ 73 LPVG)
Bei mitwirkungsberechtigten Angelegenheiten kann der Personalrat Einwendungen erheben, über die, ggf. nach Erörterung mit der Dienststelle, durch diese entschieden wird. Ist der Personalrat mit der Entscheidung der Dienststelle nicht einverstanden, kann die Angelegenheit der übergeordneten Stelle, bei der eine Stufenvertretung besteht, zur Entscheidung vorgelegt werden.
Mitwirkungsrechte hat der Personalrat bei:
- Verwaltungsanordnungen für die Beschäftigten (z. B. Dienstanweisungen, Richtlinien für Dienstgänge, Sonderurlaubsrichtlinien usw.);
- Stellenausschreibungen (sofern dadurch mitbestimmungspflichtige Maßnahmen entstehen können)
- Errichtung, Auflösung, Einschränkung, Verlegung und Zusammenlegung von Dienststellen und Teilen von ihnen
- Erhebung von Disziplinarklagen (§ 52 Landesdisziplinargesetz NRW)
- Maßnahmen der Beschäftigungsförderung
- Organisationsuntersuchungen

#### Anhörungsrechte (§§ 74, 75 LPVG)
Der Personalrat hat ein Recht auf rechtzeitige Anhörung und ggf. Stellungnahme bei
- Abmahnungen (§ 314 Abs. 2 BGB)
- außerordentlichen (fristlosen) Kündigungen (§ 626 BGB),
- Kündigungen in der Probezeit, (§ 34 TVöD, § 622 Abs. 3 BGB)
- Aufhebungs- und Beendigungsverträgen (§ 623 BGB)
- Nichtübernahmen von Azubis nach Ausbildungsende (§§ 16, 16a TVAöD)

Des Weiteren bestehen Anhörungsrechte bei
- Vorbereitung von Stellenplänen, Stellenbewertungsplänen, Stellenbesetzungsplänen;
- Planung von Neu- und Umbauten sowie Anmietung von Diensträumen
- Planung von Um-, Neu- und Erweiterungsbauten und Anmietung von Diensträumen
- Grundsätzen der Personalplanung
- Anordnung amts- und vertrauensärztlicher Untersuchungen

### Sonstige Angelegenheiten
Auch bei anderen personalrechtlichen Maßnahmen soll der Personalrat zuvor im Rahmen der vertrauensvollen Zusammenarbeit informiert werden.
An Einstellungs- und Auswahlgesprächen nehmen einzelne Mitglieder des Personalrates teil. Auch besteht bei Gesprächen mit der Personalverwaltung in arbeits- oder dienstrechtlichen Angelegenheiten für jeden Beschäftigten das Recht, ein Personalratsmitglied seines Vertrauens hinzuzuziehen. Neu ist, dass auch vor Organisationsentscheidungen der Personalrat laufend zu informieren ist. Er hat auch das Teilnahmerecht an vorbereitenden Arbeitsgruppen. Bei Entscheidungen, die von der politischen Vertretung zu treffen sind, hat ein Personalratsvertreter ein Teilnahme- und Rederecht vor dem jeweiligen Gremium.
Auf Antrag des Personalrates ist außerdem ein Wirtschaftsausschuss zu errichten (§ 65a LPVG NRW). In diesem sind wirtschaftliche Angelegenheiten der Dienststelle zu erörtern. Des Weiteren ist der Personalrat an dem Arbeitsschutzausschuss sowie an den betrieblichen Kommissionen zu den Leistungsentgelten (§ 18 TVöD) und zum Gesundheitsschutz im Bereich des Sozial- und Erziehungsdienstes beteiligt. Die Personalräte sind ebenfalls nach weiteren Rechtsnormen bzw. Tarifverträgen zu beteiligen. So sind sie nach § 2 Abs. 1 der Tarifverträge über den Rationalisierungsschutz vom 9. Januar 1987 rechtzeitig und umfassend über eine vorgesehene Rationalisierungsmaßnahme zu unterrichten. Der Arbeitgeber hat die personellen und sozialen Auswirkungen der Rationalisierung mit der Personalvertretung zu beraten. Nach § 20 des Teilzeit- und Befristungsgesetzes ist der Personalrat über die Anzahl der befristeten Beschäftigungsverhältnisse zu informieren.

### Sitzungen des Personalrates
Zur Vorbereitung dieser Maßnahmen und zur Entscheidung über die von der Verwaltung vorgelegten Fragen sowie über eigene Anträge an die Leitung der Dienststelle (sog. Initiativanträge) führen die Personalräte regelmäßige Sitzungen durch (in der Regel alle ein bis zwei Wochen); zu einigen bestimmten Fragen, z. B. der Verwaltungsmodernisierung ist es erforderlich, Klausurtagungen durchzuführen, um sich in die komplexen Sachverhalte einzuarbeiten.
An den Sitzungen können auch Mitglieder der Jugend- und Auszubildendenvertretung (JAV) sowie der Schwerbehindertenvertretung teilnehmen.
Um die dem Personalrat vom Gesetz übertragenen Rechte und Pflichten sachgerecht wahrnehmen zu können, haben die Personalratsmitglieder Anspruch auf Schulungen im Personalvertretungs-, im Arbeits- und Beamtenrecht.

## Neuwahl der Personalräte
Die Amtszeit der in NRW gewählten Personalräte endet am 30. Juni 2020. Die Neuwahlen finden üblicherweise in der ersten Jahreshälfte 2020 statt. Dazu haben die Personalräte Wahlvorstände zu bestellen, die aus 3 Personen (Vorsitzender, 2 Beisitzer) und einer gleichen Anzahl von Stellvertretern bestehen.
Die Wahlvorstände führen die Wahl nach dem Gesetz und den Bestimmungen der Wahlordnung zum LPVG NRW durch. Hierzu haben sie insbesondere ein Wahlausschreiben zu erlassen und spätestens 6 Wochen vor der Wahl in der Dienststelle zu veröffentlichen. In diesem muss die Zahl der regelmäßig Beschäftigten, sowie die sich daraus ergebende Größe des neu zu wählenden Personalrates und seine Zusammensetzung (Arbeitnehmer- und Beamtenmandate) bekannt gemacht werden. Außerdem ist die Anzahl der erforderlichen Stützunterschriften für Wahlvorschläge aus dem Kreis der Beschäftigten (ein Zwanzigstel der Wahlberechtigten, mindestens 3, max. 100) sowie Zeit und Orte für die persönliche Stimmabgabe und die Modalitäten der schriftlichen Stimmabgabe (Briefwahl) anzugeben.
Unmittelbar nach Ablauf der Einreichungsfrist von drei Wochen werden die gültigen Wahlvorschläge durch Aushang veröffentlicht. Die Auszählung der Stimmen und die Feststellung des Wahlergebnisses erfolgen in einer dienststellenöffentlichen Sitzung. Die Wahlergebnisse werden ebenfalls durch Aushang veröffentlicht. Die konstituierende Sitzung des Personalrates wird durch den Wahlvorstand einberufen und geleitet. In ihr werden der Vorsitzende und die Stellvertreter gewählt. Danach endet das Mandat des Wahlvorstandes. Die Wahl kann innerhalb von zwei Wochen nach Bekanntgabe des Ergebnisses beim Verwaltungsgericht angefochten werden. In dem Verfahren ist nicht mehr der Wahlvorstand, sondern der neu gewählte Personalrat Beteiligter.

## Amtliche Texte
- Landespersonalvertretungsgesetz
- Wahlordnung zum Landespersonalvertretungsgesetz (WO-LPVG)
- Durchführungserlass des Innenministeriums NRW
- Verordnung über die Errichtung von Personalvertretungen für die im Landesdienst beschäftigten Lehrer